# Policía Científica (DC Comics)
La Policía Científica es una agencia de aplicación de la ley ficticia en el Universo DC Comics, activa en los siglos XXI, 30 y 31. La organización también ha aparecido en la serie animada Legión de Super-Héroes, el videojuego DC Universe Online y la serie de televisión Supergirl.

## Historia ficticia

### Siglos 30 y 31
En los siglos 30 y 31, la Policía Científica está bajo la jurisdicción de los Planetas Unidos y tiene divisiones en cada mundo dentro de la UP. Su sede está en la Tierra en la ciudad de Metrópolis. La Policía Científica tiene una relación de trabajo profesional con la Legión de Super-Héroes, con Shvaughn Erin sirviendo como enlace del SP con la Legión. Los Legionarios Colossal Boy, Saturn Girl, Magno y Kinetix todos han servido con la Policía Científica en un momento u otro.

### sigloXXI
En el siglo XXI, la Policía Científica sirve al Gobierno federal de los Estados Unidos con divisiones en Metrópolis y Midway City. La Policía Científica fue creada para reemplazar la Unidad de Crímenes Especiales, una división del Departamento de Policía de Metrópolis que se especializa en crímenes cometidos por metahumanos y extraterrestres.
La Policía Científica local de Metrópolis entra en acción cuando un monstruo desconocido y más tarde Atlas atacan la ciudad durante la ausencia de Superman. El líder del equipo, DuBarry, tiene problemas de confianza en sí mismo. La Policía Científica cuenta con la asistencia de un experto en comunicaciones entre bastidores conocido como Control (también conocido como Rachel), que también es el segundo al mando de la división.
DuBarry fue asesinado junto con el líder del equipo Daniels y varios guardias de la prisión cuando un equipo de kandorianos liderado por el comandante Gor de asaltó a la isla Stryker y exigió la custodia de Parásito. La segunda al mando de la Policía Científica, Rachel, le pide a Guardian que actúe como enlace entre el Departamento de Policía de Metrópolis y una coalición de superhéroes para hacer justicia a los agentes caídos de la Policía Científica y los guardias de la prisión. Después de que los kandorianos dejaron la Tierra, Guardian fue nombrado líder del equipo de la Policía Científica debido en parte a sus recuerdos clonados de la experiencia de Jim Harper como oficial de policía y superhéroe.

## Otras versiones
- En el cómic Superboy's Legion de Elseworlds, Superboy desea proteger los planetas que no están bajo la protección de la Policía Científica, lo que lo inspira a crear la Legión.[5]

## En otros medios

### Televisión
- La versión del siglo 31 de la Policía Científica aparece en la serie de televisión Legión de Super-Héroes.
- La versión del siglo 31 de la Policía Científica aparece en el episodio de Batman: The Brave and the Bold, "Siege of Starro Part 1" en el que se arresta a la banda de carroñeros.
- La versión del siglo XXI de la Policía Científica aparece en la serie de televisión Supergirl, que actúa como una rama del Departamento de Policía de National City. Maggie Sawyer es una de las agentes del grupo.

### Videojuegos
- La versión del siglo XXI de la Policía Científica aparece en el videojuego DC Universe Online.